# Riigi Teataja
Ри́йги Те́атая (эст. Riigi Teataja — 'Государственный вестник') — официальное издание правительства Эстонии. Первый номер вышел 27 ноября 1918 года. Выходила до 1940 года, в сентябре 1944 года «правительство Тиифа» выпустило ещё один номер. Регулярная публикация возобновилась с 1990 г.
С 1 июня 2002 года издание выходит параллельно в электронном формате под названием «Электро́онилине Ри́йги Те́атая» (эст. Elektrooniline Riigi Teataja — «Электронный государственный вестник», сокр. eRT).